# 渡辺祐香
渡辺 祐香（わたなべ ゆか、1967年8月26日 - ）は、日本の馬術選手。ヤマハつま恋乗馬倶楽部所属。身長150cm、体重43kg。血液型A型。アテネオリンピック障害飛越の日本代表。

## 略歴
静岡県静岡市生まれ。3歳から乗馬を始める。13歳の時に、ヤマハつま恋乗馬倶楽部顧問・桜井義長（バルセロナオリンピック乗馬馬術競技出場）と出会い、本格的に馬術を始める。
1985年、鳥取国体少年障害飛越競技で個人優勝。1986年、東海大学第一高等学校 現:静岡翔洋高校を卒業し東海大学文学部広報メディア学科へ進学する。その後の国体でも入賞多数。
1995年-96年には、JRAホースショーグランプリ決勝にて2年連続優勝を果たし、全日本障害大障害、中障害共に優勝経験をもつ。その後単身でドイツに渡り、シドニーオリンピック金メダリストであるオット・ベッカーの指導を受け、ヨーロッパの開催される国際競技会で数々入賞。
2003年、静岡国体では選手として出場しながら静岡県チームの監督を務め、史上最高得点での国体優勝に導いた。
2004年、アテネオリンピックに携行馬ナイキ号で出場（個人障害飛越：決勝ラウンド39位（1次予選18位、2次予選13位、3次予選37位）、団体障害飛越：決勝ラウンド1回戦敗退）。2005年、ネーションズカップでは、オーストリア・リンツ大会で7位、ポーランド・ポツナン大会では5位。